# Чугеш (Бакау)
Чугеш (рум. Ciugheș) насеље је у Румунији у округу Бакау у општини Паланка. Oпштина се налази на надморској висини од 679 m.

## Становништво
Према подацима из 2002. године у насељу је живело 1981 становника, од којих су сви румунске националности.